# Ангольская кухня
Ангольская кухня (порт. Culinária de Angola) — набор кулинарных традиций, характерных для Анголы.
Её основу составляют фасоль, рис, свинина и курица, которые употребляются с различными соусами. Из овощей наиболее популярны помидоры и лук, из приправ — чеснок и острый перечный соус.

## Основные блюда и продукты
Повседневным блюдом во многих семьях, особенно небогатых, является мучная каша — из маниока на севере страны и кукурузы на юге. Ещё одно национальное блюдо — муамба, рагу из курицы с овощами на пальмовом или арахисовом масле. Курицу также едят в жареном виде с острым маринадом.
В прибрежных районах распространены блюда из рыбы и морепродуктов, в основном это различные рагу.
Десерты делают из местных фруктов и арахиса.
В стране распространено производство различных крепких спиртных напитков из местного сырья, как промышленных, так и домашних. Также популярны пиво и безалкогольные прохладительные напитки.
Прослеживается некоторое влияние португальской кухни, например, применение в кулинарии оливкового масла.